# Kilómetro Veinte
Kilómetro Veinte är en ort i Mexiko.   Den ligger i kommunen Cosamaloapan de Carpio och delstaten Veracruz, i den sydöstra delen av landet, 400 km öster om huvudstaden Mexico City. Kilómetro Veinte ligger 16 meter över havet och antalet invånare är 161.
Terrängen runt Kilómetro Veinte är mycket platt. Runt Kilómetro Veinte är det ganska tätbefolkat, med 65 invånare per kvadratkilometer. Närmaste större samhälle är Cosamaloapan de Carpio, 17,5 km öster om Kilómetro Veinte. Trakten runt Kilómetro Veinte består till största delen av jordbruksmark.